# 瀬川拓男
瀬川 拓男（せがわ たくお、1929年4月19日 - 1975年12月12日）は、人形劇団太郎座の主宰者で民話研究家、絵本作家。民話の再話や人形劇の脚本、演出も手掛けた。
元妻は劇団員、民話研究家、絵本作家の松谷みよ子。なお年・名前・仕事の協力関係とも似通っている瀬川康男は親族ではなく、血縁・家系とも他人である。

## 生涯

### 出世まで
東京に生まれる。1942年、家族とともに満州に渡り、白菊在満国民学校を経て新京第二中学校に入学。戦況が悪化する中で、軍需工場に動員される。1945年8月15日、父親と共に滞在していた満州で終戦を迎え苦難の末、1946年に引き上げて父の郷里、信州上田市に落ち着く。
父親の影響で社会主義思想にふれて青年共産同盟の文化工作隊を志し、1947年、一人で近在の子どもたちを集めて紙芝居や人形劇を見せて回る活動を行うようになる（「ともだち座」）。1948～50年に民衆座。1950年に長野人形クラブを経て、1951年に東京の人形クラブに参加。1952年に東京で人形座を創立。この年松谷みよ子と出会い、翌53年に婚約。

### 松谷との共同生活
1953年に人形座を離れ教育紙芝居研究会に入る。稲庭桂子の紹介で街頭紙芝居グループ「みどり会」の指導もてがける。みよ子の結核が再発し入院したため、彼女の看護にあたる。1954年、街頭紙芝居作家組合の事務局長を引き受ける。紙芝居は日本で一時期、下町の子どもたちに大人気であったが、その流行もやがて下火になりテレビにとって代わられるようになる。
1954年、葛飾区金町に求めた家で曽根喜一、白土三平ら仲間と共同生活を始める。金町の家では近隣の子どもを集めて子ども会活動も行った。1955年11月、病の癒えたみよ子と結婚。12月、金町の家を本拠として「劇団太郎座」を立ち上げ、主宰・運営にあたる。1956年、信州を皮切りにみよ子とともに民話採訪を始める。1957年、みよ子との共著『信濃の民話』を出版。1958年に長女誕生。同年みよ子との共著『秋田の民話』を出版。
1955年にテレビの初仕事として、動く絵話「どじ丸物語」（瀬川拓男作）がNHKで放送される。これ以降テレビ番組の仕事が回ってくるようになる。絵話、影絵、人形劇に加え、1957～60年のNHK教育テレビジョン番組「かずとことば」（人形劇と絵話、瀬川拓男台本）、1960年からの理科教室小学校1年生「なんなんなあに」（瀬川は1963年まで台本を担当）などのレギュラー番組もあった。テレビ番組の制作はやりがいもあり、太郎座に財政的ゆとりをもたらしたが、団員には大きな負担ともなった。

1961年11月、太郎座の第一回本公演としてみよ子作、拓男脚色の人形劇竜の子太郎を上演。1962年の太郎座本公演は人形オペラ「うぐいす姫」と「竜飛の神の物語」。1963年9～10月にはTBS杉の子劇場で「竜の子太郎」一回30分の8回シリーズで放送される。このころ瀬川は太郎座に「たろうプロ」を併設し、人形劇団としてだけでなくプロダクションとしての活動も展開し始める。1964年8月、太郎座は厚生年金ホールで人形劇「竜の子太郎」を再上演し、東京都児童演劇祭優秀賞、児童福祉文化賞、厚生大臣賞を受賞。1965年1月からは日本テレビのおはよう!こどもショーの中で「それいけトッピー」のコーナーを太郎座が担当。トッピーは1968年秋まで続いた。
1966年、道林一郎演出、共同映画制作の人形劇映画「竜の子太郎」に太郎座が出演。この映画は親子映画運動（母と子の劇場）の第一作となり、東京都教育映画銀賞を受賞する。この年、二女誕生。瀬川はこの後、自身原作、山形雄策脚本、家城巳代治監督による「黒姫物語」と「ちから太郎」の制作にもかかわっていく。
太郎座は舞台やテレビで人形劇の公演を活発に行うが、運営上の意見の相違から、古くからの参加者が次々とやめていき、代わって新しいメンバーが劇団に参加ということが繰り返されていく。みよ子は新メンバーや拓男との間に深い溝を感じるようになり、1967年3月に自身から離婚を申し出て、2人の子供を連れて家を出る。

### 離婚後
1967年8～10月、太郎座はソビエト連邦公演旅行に出て、モスクワ、キエフ、レニングラード、ラトビア共和国リガ、ハバロフスクで「竜の子太郎」「うぐいす姫」「絵にかいた嫁さま」「わらべ唄集」などを上演。太郎座の人形劇は歓迎されたが経済的には旅費までも自前であり、完全な赤字公演となった。しかもこのころを境に、それまでの大きな収入源であったテレビ局での仕事が次々と終わっている。
1970年に拓男は太郎座の演劇活動休止体制を宣言。12月に心臓発作に見舞われる。1971年7月、入院中にもかかわらず第7回モスクワ国際映画祭の審査員としてソ連訪問。みよ子は元夫・拓男の懇願を受けて同行する。同年11月に再び心臓発作。1972年にみよ子と共著で『朝鮮の民話』第1巻～第3巻を出版。1973年から74年にかけて、みよ子らとの共著『日本の民話』12巻を角川書店から刊行。この後「民話と文学の会」を立ち上げ、この会から「季刊・民話」を発行。この年にも心臓発作再発。
1975年12月12日に突発性心筋症により死去、46歳。1976年、相続人である二児の代理として母みよ子が有限会社太郎座の解散手続きをとる。3月に無名戦士の墓に合葬。この年、遺稿集『民話＝変身と抵抗の世界』、『脚本＝龍の子太郎・うぐいす姫ほか』が一声社から出版される。1982年、みよ子と太郎座の元メンバーが中心になって関係者からアンケートや聞き取りで情報収集して編纂した『戦後人形劇史の証言ー太郎座の記録』が一声社から自費出版される。

## 瀬川拓男による太郎座演目
- まほうの森（瀬川拓男・作）
- 瓜盗人（瀬川拓男・作）
- ぶす（瀬川拓男・作）
- お百姓とくま（瀬川拓男・作/演出）
- 竜の子太郎（瀬川拓男・脚色）
- うぐいす姫（瀬川拓男・作）
- 竜飛の神の物語（瀬川拓男・作）
- たべられた山んば（瀬川拓男・作）
- きつねとかわうそ（瀬川拓男・演出）
- 坪田譲二小品集より：まほう・がまのげいとう・善太と三平（瀬川拓男・脚色）
- 絵にかいた嫁さま（瀬川拓男・作/演出）
- 日本のたいこ（瀬川拓男・演出）
- 糸車の歌（瀬川拓男・演出）
- それいけトッピー（瀬川拓男・作）

## 著書
- 小説力太郎 田島征三絵 朝日ソノラマ 1970
- あかざばんばとガラ 丸木位里,丸木俊絵 太平出版社 1973
- どじどじどじ丸 梶山俊夫絵 太平出版社 1973.6
- 『民話＝変身と抵抗の世界』一声社 1976年
- 『脚本＝龍の子太郎・うぐいす姫ほか』一声社 1976年

## 共編著
- 『信濃の民話』（日本の民話1）信濃の民話編集委員会編、未來社 1957年 - 松谷みよ子との共著
- 『秋田の民話』（日本の民話10）松谷みよ子共編著、未來社 1958年
- 『朝鮮の民話』1-3巻 太平出版社、1972年 - 松谷みよ子共著　のち偕成社文庫
- 『日本の民話』12巻 角川書店 1973-74年 - 松谷みよ子・清水真弓共著

## 参考図書
- 松谷みよ子・曽根喜一・水谷章三・久保進 編『戦後人形劇史の証言-太郎座の記録』 一声社 1982年
- 『松谷みよ子の本 別冊 松谷みよ子研究資料』講談社 1997年 - 「松谷みよ子年譜」を収録
- 『松谷みよ子の本 7巻 小説・評論』講談社 1996年 - 「小説・捨てていく話」を収録
- 『松谷みよ子の本 10巻 エッセイ』講談社 1996年 - 「戦後人形劇史の証言-太郎座の記録」を抄録